# Малахит (поезд)
«Малахит» — отменённый скорый фирменный пассажирский поезд (№ 49Е/50Е) Российских железных дорог, курсировавший через день по маршруту Нижний Тагил — Москва с 1976 года (первый рейс по маршруту Нижний Тагил — Москва 28 мая 1976 года). После 2015 года Екатеринбург — Москва (Ярославский вокзал) — Екатеринбург, через Нижний Тагил. Время в пути из Екатеринбурга в Москву и обратно составлял 33 часа.
С 1954 года по 1976 из Нижнего Тагила в Москву ходил скорый пассажирский поезд. Это был второй в Свердловской области скорый поезд до Москвы регулярного прямого движения после Свердловского.
По решению АО «РЖД» — АО «ФПК», с 10 декабря 2017 года скорый фирменный поезд № 49/50 «Малахит» сообщением Екатеринбург — Москва — Екатеринбург отменён ввиду низкого пассажиропотока.

## Описание
Отделка поезда оформлена в тёмно-зелёных тонах, с преобладающей стилизацией под текстуру минерала малахит. В отличие от большинства фирменных поездов, внешний вид поезд классический (без крупных надписей и фирменного оформления). В последнее время существования «Малахит» включал только фирменные вагоны, оформленные в корпоративных цветах ОАО «РЖД».
В конце девяностых годов поезд не прошёл аттестацию и потерял статус фирменного, в 2001-м «фирменность» была возвращена.
Обслуживался ЛВЧ Екатеринбург Уральского филиала АО «Федеральная пассажирская компания».
Составы поезда находились в общем обороте с фирменным поездом № 11/12 «Ямал» Новый Уренгой — Москва — Новый Уренгой.
С декабря 2015 года до отмены курсирования, поезд состоял исключительно из «премиум» вагонов: купе (Модель 61-4440) и плацкарт (Модель 61-4447), а также вагона-ресторана.
В последние годы существования поезд не имел фирменного оформления, единственное указание на именное название указывали таблички, расположенные в окнах вагонов: «Скорый фирменный поезд „МАЛАХИТ“».
Поезд следовал графиком через день, чередуясь с фирменным поездом № 083М/084Е «Северный Урал» Москва — Серов — Приобье — Серов — Москва. Совпадение графиков по узлу ст. Кушва — ст. Гороблагодатская Нижнетагильского региона Свердловской железной дороги.

## Состав поезда
- плацкартные вагоны; (кондиционер, биотуалет)
- купейные вагоны; (кондиционер, биотуалет, питание, пресса, санитарно-гигиенический набор)
- вагон СВ; (в графике 2015/2016 и 2016/2017 отсутствует)
- вагон-ресторан.

## Маршрут
Поезд «Малахит» ходил по данному маршруту и в обратном направлении:
- Москва-Ярославская,
- Владимир,
- Ковров I,
- Нижний Новгород-Московский,
- Урень,
- Шахунья,
- Котельнич I,
- Киров,
- Зуевка,
- Яр,
- Глазов,
- Балезино,
- Кез,
- Верещагино,
- Менделеево,
- Пермь II,
- Лёвшино,
- Чусовская,
- Пашия,
- Тёплая Гора,
- Гороблагодатская,
- Нижний Тагил,
- Невьянск,
- Верх-Нейвинск,
- Екатеринбург-Пассажирский.